# Campionato polacco maschile di pallanuoto 2013-2014
Il Campionato polacco maschile di pallanuoto 2013-2014 è stato l'83ª edizione del torneo. Le gare sono iniziate il 23 novembre 2013 e si sono concluse nel giugno 2014.
La formula prevede che le sei squadre partecipanti si affrontino in un doppio girone all'italiana: ogni giornata è infatti composta di due partite da giocarsi contro la stessa squadra per ciascuna formazione nell'arco di uno o al massimo due giorni, per un totale di 20 incontri. Vengono assegnati tre punti a vittoria, zero a sconfitta, e in caso di parità si procede ai tiri di rigore (senza la disputa dei tempi supplementari), che assegnano due punti alla squadra vincente e uno alla squadra sconfitta.

## Squadre partecipanti
| Club             | Città        | Piscina                         | Stagione 2012-2013  |
| ---------------- | ------------ | ------------------------------- | ------------------- |
| Arkonia Stettino | Stettino     | Piscina Olimpionica di Stettino | 2º posto            |
| Bytom            | Bytom        | Piscina Olimpionica di Gliwice  | 5º posto            |
| Gorzów           | Gorzów Wlkp. | CSR Słowianka                   | 6º posto            |
| ŁSTW Łódź        | Łódź         | Università di Łódź              | Campione di Polonia |
| Poznań           | Poznań       | Termy Maltańskie                | 3º posto            |
| UKPW 44 Varsavia | Varsavia     | OSiR Żoliborz                   | 4º posto            |

## Classifica
|  | Pos. | Squadra          | Pt | G  | V  | VR | PR | P  | GF  | GS  | DR   |
|  | ---- | ---------------- | -- | -- | -- | -- | -- | -- | --- | --- | ---- |
|  | 1.   | ŁSTW Łódź        | 53 | 20 | 17 | 1  | 0  | 2  | 304 | 204 | +100 |
|  | 2.   | Poznań           | 45 | 20 | 13 | 2  | 2  | 3  | 241 | 178 | +63  |
|  | 3.   | Arkonia Stettino | 40 | 20 | 12 | 1  | 2  | 5  | 241 | 205 | +36  |
|  | 4.   | UKPW 44 Varsavia | 23 | 20 | 7  | 1  | 0  | 12 | 223 | 246 | -23  |
|  | 5.   | Bytom            | 18 | 20 | 6  | 0  | 0  | 14 | 184 | 255 | -64  |
|  | 6.   | Gorzów           | 1  | 20 | 0  | 0  | 1  | 19 | 159 | 274 | -115 |

## Risultati
| Data | And. | And.  | 1º turno       | Rit.  | Rit.  | Data |
| data | 10-4 | 19-14 | Arkonia - UKPW | 15-11 | 15-11 | data |
| data | 15-9 | 17-12 | Łódź - Gorzów  | 14-9  | 18-9  | data |
| data | 16-5 | 17-6  | Poznań - Bytom | 16-6  | 11-5  | data |

| Data | And.    | And.    | 3º turno         | Rit.  | Rit.  | Data |
| data | 11-2    | 7-6     | Bytom - Gorzów   | 16-7  | 8-6   | data |
| data | 15-13   | 13-9    | Łódź - UKPW      | 19-11 | 15-10 | data |
| data | 105-104 | 104-103 | Poznań - Arkonia | 9-4   | 93-94 | data |

| Data | And.  | And.  | 5º turno        | Rit.  | Rit.  | Data |
| data | 4-13  | 10-14 | Arkonia - Łódź  | 13-10 | 13-20 | data |
| data | 5-13  | 8-13  | Gorzów - Poznań | 11-12 | 9-14  | data |
| data | 20-12 | 11-14 | UKPW - Bytom    | 9-7   | 11-6  | data |

| Data | And.  | And. | 2º turno         | Rit.  | Rit.  | Data |
| data | 7-14  | 7-17 | Gorzów - Arkonia | 9-16  | 5-11  | data |
| data | 10-14 | 11-9 | UKPW - Poznań    | 10-13 | 10-12 | data |
| data | 10-18 | 7-17 | Bytom - Łódź     | 13-20 | 9-17  | data |

| Data | And.  | And.    | 4º turno        | Rit. | Rit.  | Data |
| data | 14-7  | 11-10   | Arkonia - Bytom | 8-14 | 18-11 | data |
| data | 16-11 | 20-12   | UKPW - Gorzów   | 15-8 | 73-70 | data |
| data | 14-13 | 145-144 | Łódź - Poznań   | 7-10 | 14-6  | data |